# 国务院安全生产委员会
国务院安全生产委员会，是中华人民共和国国务院成立的国务院议事协调机构，负责安全生产工作。

## 沿革
1984年11月26日，国务院批准了全国安全月领导小组的报告，同意成立全国安全生产委员会。经国务院批准，1985年1月3日，全国安全生产委员会成立，任务是在国务院领导下，研究、统筹、协调、指导关系全局的重大安全生产问题，组织每年的全国安全月活动。全国安全生产委员会办公室设在劳动人事部，具体工作由各部门分别管理。1993年4月19日《关于国务院议事协调机构和临时机构设置的通知》（国发〔1993〕27号）撤销了全国安全生产委员会。1993年7月9日《国务院办公厅关于部分已撤销的国务院非常设机构其原工作移交有关部门承担问题的通知》（国办发〔1993〕42号）规定，“全国安全生产委员会撤销后，工作由劳动部承担”。
1993年7月12日《国务院关于加强安全生产工作的通知》规定：“国务院确定，劳动部负责综合管理全国安全生产工作，对安全生产行使国家监察职权；负责安全生产工作法规、政策的研究制定；组织指导各地区、各有关部门对事故隐患进行评估和整改；代表国务院对特大事故调查结果进行批复，根据需要对特大事故进行调查。安全生产中的重大问题由劳动部请示国务院决定。”
1993年，国务院撤销非常设机构全国安全生产委员会后，由劳动部代表国务院综合管理全国安全生产工作。劳动部据此调整安全监察机构，在劳动部内设安全生产管理局（1993年10月设立），以取代原全国安全生产委员会办公室，综合管理全国安全生产工作；同时保留矿山安全监察局；将原职业安全卫生监察局与锅炉压力容器安全监察局合并为职业安全卫生与锅炉压力容器监察局。
1993年，国务院将原先“国家监察、行政管理，群众监督”的安全生产管理体制，发展为“企业负责、行业管理、国家监察、群众监督”的安全生产管理体制。1996年，国家确立了“企业负责，行业管理，国家监察，群众监督，劳动者遵章守纪”的安全生产管理体制。
2003年10月29日，《国务院办公厅关于成立国务院安全生产委员会的通知》（国办发〔2003〕89号）成立国务院安全生产委员会，旨在“加强对全国安全生产工作的统一领导，促进安全生产形势的稳定好转，保护国家财产和人民生命安全。”
2008年7月6日《国务院办公厅关于调整国务院安全生产委员会组成人员的通知》（国办发〔2008〕55号）调整了国务院安全生产委员会组成部门、人员和部分职责。

## 职责
2003年《国务院办公厅关于成立国务院安全生产委员会的通知》规定，国务院安全生产委员会的主要职责是：
1. 在国务院领导下，负责研究部署、指导协调全国安全生产工作。
2. 研究提出全国安全生产工作的重大方针政策。
3. 分析全国安全生产形势，研究解决安全生产工作中的重大问题。
4. 必要时，协调总参谋部和武警总部调集部队参加特大生产安全事故应急救援工作。
5. 完成国务院交办的其他安全生产工作[8]。

2008年《国务院办公厅关于调整国务院安全生产委员会组成人员的通知》调整后的国务院安全生产委员会的主要职责是：
1. 在国务院领导下，负责研究部署、指导协调全国安全生产工作。
2. 研究提出全国安全生产工作的重大方针政策。
3. 分析全国安全生产形势，研究解决安全生产工作中的重大问题。
4. 审定和下达年度安全生产控制考核指标。
5. 研究提出煤炭行业管理中涉及安全生产的法规、重大方针政策和标准，推动指导煤炭行业加强安全管理和科技进步等基础工作，协调解决相关问题。
6. 必要时，协调总参谋部、公安部和武警总部调集军队和武警参加特大生产安全事故应急救援工作。
7. 完成国务院交办的其他安全生产工作[9]。

国务院安全生产委员会开展的其他活动包括全国消防宣传月、全国安全生产月、国务院年度省级政府安全生产和消防工作考核巡查等。

## 组成人员
| 1985年1月3日全国安全生产委员会成立时的组成人员是： 主任 - 张劲夫（国务委员） 副主任 - 袁宝华（国家经委副主任） - 何光（劳动人事部副部长） - 王崇伦（中华全国总工会副主席） 委员 - 干志坚（国家计委副主任） - 郭子恒（卫生部副部长） - 俞雷（公安部副部长） - 郝平南（广播电视部副部长） - 周传典（冶金工业部副部长） - 谭竹洲（化学工业部副部长） - 叶青（煤炭工业部副部长） - 肖鹏（农牧渔业部副部长） - 郑光迪（交通部副部长） - 李森茂（铁道部副部长） - 赵明生（机械工业部副部长） - 姜圣阶（国家核安全局局长） - 李风岗（财政部副司长） - 于衡高（国防科工委科技部副部长） | 1988年9月19日《国务院办公厅关于全国安全生产委员会组成人员的通知》（国办发〔1988〕53号）调整后的组成人员是： 主任 - 邹家华（国务委员） 副主任 - 李伯勇（劳动部副部长） - 叶青（国家计委副主任） - 陈秉权（全国总工会副主席） 委员 - 俞雷（公安部副部长） - 刘仲藜（财政部副部长） - 张文驹（地矿部副部长） - 干志坚（建设部副部长） - 胡富国（能源部副部长） - 罗云光（铁道部副部长） - 林祖乙（交通部副部长） - 张学东（机电部副部长） - 姜燮生（航空航天部副部长） - 王汝林（冶金部副部长） - 谭竹洲（化工部副部长） - 康仲伦（轻工部副部长） - 王曾敬（纺织部副部长） - 吴基传（邮电部副部长） - 钮茂生（水利部副部长） - 陈耀邦（农业部副部长） - 徐有芳（林业部副部长） - 张世尧（商业部副部长） - 王枫（广播影视部副部长） - 何界生（卫生部副部长） - 汪祖辉（国防科工委科技部副部长） - 杨志元（建材局副局长） - 阎志祥（民航局副局长） - 姜圣阶（核安全局局长） - 王荣生（船舶总公司副总经理） - 李毅中（石化总公司副总经理） - 沃庭枢（有色金属总公司副总经理） - 孟广水（中建总公司副总经理） - 钟一鸣（海洋石油总公司总经理） - 蔡诗晴（中汽联合会副理事长） - 秦道夫（保险公司总经理） - 张宝明（统配煤矿总公司副总经理） 1989年3月任命： 常务副主任 - 李沛瑶（劳动部副部长） |

| 2003年《国务院办公厅关于成立国务院安全生产委员会的通知》确定的组成人员是： 主任 - 黄菊（国务院副总理） 副主任 - 华建敏（国务委员兼国务院秘书长） - 王显政（安全监管局、煤矿安监局局长） - 尤权（国务院副秘书长） 成员 - 欧新黔（发展改革委副主任） - 张保庆（教育部副部长） - 李学勇（科技部副部长） - 张广钦（国防科工委副主任） - 白景富（公安部副部长） - 陈昌智（监察部副部长） - 范方平（司法部副部长） - 朱志刚（财政部副部长） - 尹蔚民（人事部副部长） - 郑斯林（劳动保障部部长） - 叶冬松（国土资源部副部长） - 汪光焘（建设部部长） - 刘志军（铁道部部长） - 张春贤（交通部部长） - 陈雷（水利部副部长） - 张宝文（农业部副部长） - 黄海（商务部部长助理） - 马晓伟（卫生部副部长） - 刘玉亭（工商总局副局长） - 李长江（质检总局局长） - 汪纪戎（环保总局副局长） - 杨元元（民航总局局长） - 雷元亮（广电总局副局长） - 张文周（食品药品监管局副局长） - 何光（旅游局局长） - 李适时（法制办副主任） - 王国庆（新闻办副主任） - 柴松岳（电监会主席） - 胡振民（中宣部副部长） - 王澜明（中编办副主任） - 张鸣起（全国总工会书记处书记） - 王晓（共青团中央书记处书记） - 白建军（总参谋部作战部副部长） - 朱曙光（武警部队副司令员） | 2004年5月19日《国务院办公厅关于调整国务院安全生产委员会组成人员的通知》（国办发〔2004〕45号）调整后的组成人员是： 主任 - 黄菊（国务院副总理） 副主任 - 周永康（国务委员） - 华建敏（国务委员兼国务院秘书长） - 王显政（安全监管局、煤矿安监局局长） - 尤权（国务院副秘书长） 成员 - 欧新黔（发展改革委副主任） - 张保庆（教育部副部长） - 李学勇（科技部副部长） - 张广钦（国防科工委副主任） - 白景富（公安部副部长） - 陈昌智（监察部副部长） - 范方平（司法部副部长） - 朱志刚（财政部副部长） - 尹蔚民（人事部副部长） - 郑斯林（劳动保障部部长） - 叶冬松（国土资源部副部长） - 汪光焘（建设部部长） - 刘志军（铁道部部长） - 张春贤（交通部部长） - 陈雷（水利部副部长） - 张宝文（农业部副部长） - 黄海（商务部部长助理） - 马晓伟（卫生部副部长） - 李毅中（国资委党委书记） - 刘玉亭（工商总局副局长） - 李长江（质检总局局长） - 汪纪戎（环保总局副局长） - 杨元元（民航总局局长） - 雷元亮（广电总局副局长） - 张文周（食品药品监管局副局长） - 何光暐（旅游局局长） - 张穹（法制办副主任） - 王国庆（新闻办副主任） - 柴松岳（电监会主席） - 胡振民（中宣部副部长） - 黄文平（中编办副主任） - 张鸣起（全国总工会书记处书记） - 王晓（共青团中央书记处书记） - 白建军（总参谋部作战部副部长） - 朱曙光（武警部队副司令员） |

| 2005年12月31日《国务院办公厅关于调整国务院安全生产委员会组成人员的通知》（国办发〔2006〕1号）调整后的组成人员是： 主任 - 黄菊（国务院副总理） 副主任 - 周永康（国务委员） - 华建敏（国务委员兼国务院秘书长） - 李毅中（安全监管总局局长） - 尤权（国务院副秘书长） 成员 - 王显政（安全监管总局副局长） - 欧新黔（发展改革委副主任） - 袁贵仁（教育部副部长） - 刘燕华（科技部副部长） - 孙勤（国防科工委副主任） - 刘金国（公安部副部长） - 陈昌智（监察部副部长） - 范方平（司法部副部长） - 朱志刚（财政部副部长） - 尹蔚民（人事部副部长） - 田成平（劳动保障部部长） - 汪民（国土资源部副部长） - 汪光焘（建设部部长） - 刘志军（铁道部部长） - 李盛霖（交通部部长） - 矫勇（水利部副部长） - 张宝文（农业部副部长） - 黄海（商务部部长助理） - 陈啸宏（卫生部副部长） - 黄淑和（国资委副主任） - 刘玉亭（工商总局副局长） - 李长江（质检总局局长） - 张力军（环保总局副局长） - 杨元元（民航总局局长） - 雷元亮（广电总局副局长） - 张敬礼（食品药品监管局副局长） - 王志发（旅游局副局长） - 张穹（法制办副主任） - 王国庆（新闻办副主任） - 柴松岳（电监会主席） - 欧阳坚（中宣部副部长） - 黄文平（中编办副主任） - 张鸣起（全国总工会书记处书记） - 王晓（共青团中央书记处书记） - 白建军（总参谋部作战部副部长） - 朱曙光（武警部队副司令员） | 2007年1月23日《国务院办公厅关于调整国务院安全生产委员会组成人员的通知》（国办发〔2007〕5号）调整后的组成人员是： 主任 - 黄菊（国务院副总理） 副主任 - 周永康（国务委员） - 华建敏（国务委员兼国务院秘书长） - 李毅中（安全监管总局局长） - 张勇（国务院副秘书长） 成员 - 王显政（安全监管总局副局长） - 欧新黔（发展改革委副主任） - 袁贵仁（教育部副部长） - 刘燕华（科技部副部长） - 孙勤（国防科工委副主任） - 刘金国（公安部副部长） - 陈昌智（监察部副部长） - 陈训秋（司法部副部长） - 朱志刚（财政部副部长） - 尹蔚民（人事部副部长） - 田成平（劳动保障部部长） - 汪民（国土资源部副部长） - 汪光焘（建设部部长） - 刘志军（铁道部部长） - 李盛霖（交通部部长） - 矫勇（水利部副部长） - 尹成杰（农业部副部长） - 黄海（商务部部长助理） - 陈啸宏（卫生部副部长） - 黄淑和（国资委副主任） - 刘玉亭（工商总局副局长） - 李长江（质检总局局长） - 张力军（环保总局副局长） - 杨元元（民航总局局长） - 雷元亮（广电总局副局长） - 刘怡（食品药品监管局副局长） - 王志发（旅游局副局长） - 张穹（法制办副主任） - 王国庆（新闻办副主任） - 尤权（电监会主席） - 欧阳坚（中央宣传部副部长） - 黄文平（中央编办副主任） - 张鸣起（全国总工会书记处书记） - 王晓（共青团中央书记处书记） - 徐经年（总参谋部作战部副部长） - 霍毅（武警部队副司令员） |

| 2008年《国务院办公厅关于调整国务院安全生产委员会组成人员的通知》调整后的组成人员是： 主任 - 张德江（国务院副总理） 副主任 - 王君（安全监管总局局长） - 杨焕宁（公安部常务副部长） - 王勇（国务院副秘书长） 成员 - 刘铁男（发展改革委副主任） - 袁贵仁（教育部副部长） - 刘燕华（科技部副部长） - 苗圩（工业和信息化部副部长） - 刘金国（公安部副部长） - 郝明金（监察部副部长） - 陈训秋（司法部副部长） - 张少春（财政部副部长） - 杨志明（人力资源和社会保障部副部长） - 汪民（国土资源部副部长） - 张力军（环境保护部副部长） - 姜伟新（住房和城乡建设部部长） - 李盛霖（交通运输部部长） - 刘志军（铁道部部长） - 矫勇（水利部副部长） - 危朝安（农业部副部长） - 房爱卿（商务部部长助理） - 陈啸宏（卫生部副部长） - 黄淑和（国资委副主任） - 刘玉亭（工商总局副局长） - 支树平（质检总局副局长） - 雷元亮（广电总局副局长） - 王钧（体育总局副局长） - 张建龙（林业局副局长） - 王志发（旅游局副局长） - 张穹（法制办副主任） - 王国庆（新闻办副主任） - 许小峰（气象局副局长） - 史玉波（电监会副主席） - 翟卫华（中央宣传部副部长） - 黄文平（中央编办副主任） - 张鸣起（全国总工会副主席） - 贺军科（共青团中央书记处书记） - 徐经年（总参谋部作战部副部长） - 霍毅（武警部队副司令员） | 2010年1月6日《国务院办公厅关于调整国务院安全生产委员会组成人员的通知》（国办发 〔2010〕2号）调整后的组成人员是： 主任 - 张德江（国务院副总理） 副主任 - 骆琳（安全监管总局局长） - 杨焕宁（公安部常务副部长） - 肖亚庆（国务院副秘书长） 成员 - 刘铁男（发展改革委副主任） - 吴德刚（教育部部长助理） - 杜占元（科技部副部长） - 苗圩（工业和信息化部副部长） - 刘金国（公安部副部长） - 郝明金（监察部副部长） - 陈训秋（司法部副部长） - 张少春（财政部副部长） - 杨志明（人力资源社会保障部副部长） - 汪民（国土资源部副部长） - 张力军（环境保护部副部长） - 郭允冲（住房城乡建设部副部长） - 李盛霖（交通运输部部长） - 刘志军（铁道部部长） - 矫勇（水利部副部长） - 危朝安（农业部副部长） - 房爱卿（商务部部长助理） - 尹力（卫生部副部长） - 黄淑和（国资委副主任） - 刘玉亭（工商总局副局长） - 刘平均（质检总局副局长） - 张丕民（广电总局副局长） - 杨树安（体育总局副局长） - 张建龙（林业局副局长） - 祝善忠（旅游局副局长） - 宋大涵（法制办副主任） - 王国庆（新闻办副主任） - 许小峰（气象局副局长） - 史玉波（电监会副主席） - 翟卫华（中央宣传部副部长） - 王峰（中央编办副主任） - 张鸣起（全国总工会副主席） - 贺军科（共青团中央书记处书记） - 张鸣（总参谋部作战部副部长） - 戴洪生（武警部队副司令员） |

| 2012年1月19日《国务院办公厅关于调整国务院安全生产委员会组成人员的通知》（国办发〔2012〕5号）调整后的组成人员是： 主任 - 张德江（国务院副总理） 副主任 - 骆琳（安全监管总局局长） - 杨焕宁（公安部常务副部长） - 肖亚庆（国务院副秘书长） 成员 - 刘铁男（发展改革委副主任） - 鲁昕（教育部副部长） - 王伟中（科技部副部长） - 苏波（工业和信息化部副部长） - 刘金国（公安部副部长） - 郝明金（监察部副部长） - 张苏军（司法部副部长） - 张少春（财政部副部长） - 杨志明（人力资源社会保障部副部长） - 汪民（国土资源部副部长） - 张力军（环境保护部副部长） - 郭允冲（住房城乡建设部副部长） - 李盛霖（交通运输部部长） - 盛光祖（铁道部部长） - 矫勇（水利部副部长） - 张桃林（农业部副部长） - 房爱卿（商务部部长助理） - 尹力（卫生部副部长） - 黄淑和（国资委副主任） - 刘玉亭（工商总局副局长） - 刘平均（质检总局副局长） - 张丕民（广电总局副局长） - 杨树安（体育总局副局长） - 赵树丛（林业局副局长） - 祝善忠（旅游局副局长） - 安建（法制办副主任） - 王国庆（新闻办副主任） - 许小峰（气象局副局长） - 史玉波（电监会副主席） - 吴吟（能源局副局长） - 黄强（国防科工局副局长） - 李健（民航局副局长） - 申维辰（中央宣传部副部长） - 王峰（中央编办副主任） - 张鸣起（全国总工会副主席） - 贺军科（共青团中央书记处书记） - 范继英（全国妇联书记处书记） - 李海洋（总参谋部应急办主任） - 薛国强（武警部队副司令员） | 2012年7月2日《国务院安委会关于调整国务院安全生产委员会组成人员的通知》（安委〔2012〕6号）调整后的组成人员是： 主任 - 张德江（国务院副总理） 副主任 - 杨栋梁（安全监管总局局长） - 杨焕宁（公安部常务副部长） - 肖亚庆（国务院副秘书长） 成员 - 刘铁男（发展改革委副主任） - 鲁昕（教育部副部长） - 王伟中（科技部副部长） - 苏波（工业和信息化部副部长） - 黄明（公安部副部长） - 郝明金（监察部副部长） - 张苏军（司法部副部长） - 张少春（财政部副部长） - 杨志明（人力资源社会保障部副部长） - 汪民（国土资源部副部长） - 张力军（环境保护部副部长） - 郭允冲（住房城乡建设部副部长） - 李盛霖（交通运输部部长） - 盛光祖（铁道部部长） - 矫勇（水利部副部长） - 余欣荣（农业部副部长） - 房爱卿（商务部部长助理） - 尹力（卫生部副部长） - 黄淑和（国资委副主任） - 刘玉亭（工商总局副局长） - 刘平均（质检总局副局长） - 张丕民（广电总局副局长） - 杨树安（体育总局副局长） - 赵树丛（林业局局长） - 祝善忠（旅游局副局长） - 安建（法制办副主任） - 王国庆（新闻办副主任） - 许小峰（气象局副局长） - 史玉波（电监会副主席） - 吴吟（能源局副局长） - 黄强（国防科工局副局长） - 李家祥（民航局局长） - 申维辰（中央宣传部副部长） - 王峰（中央编办副主任） - 张鸣起（全国总工会副主席） - 贺军科（共青团中央书记处书记） - 范继英（全国妇联书记处书记） - 李海洋（总参谋部应急办主任） - 薛国强（武警部队副司令员） |

| 2013年5月23日《国务院办公厅关于调整国务院安全生产委员会组成人员的通知》（国办发〔2013〕39号）调整后的组成人员是： 主任 - 马凯（国务院副总理） 副主任 - 郭声琨（国务委员、公安部部长） - 王勇（国务委员） - 杨栋梁（安全监管总局局长） - 肖亚庆（国务院副秘书长） 成员 - 连维良（发展改革委副主任） - 鲁昕（教育部副部长） - 王伟中（科技部副部长） - 苏波（工业和信息化部副部长） - 黄明（公安部副部长） - 姚增科（监察部副部长） - 张苏军（司法部副部长） - 张少春（财政部副部长） - 胡晓义（人力资源社会保障部副部长） - 汪民（国土资源部副部长） - 翟青（环境保护部副部长） - 郭允冲（住房城乡建设部副部长） - 杨传堂（交通运输部部长） - 矫勇（水利部副部长） - 余欣荣（农业部副部长） - 房爱卿（商务部部长助理） - 崔丽（卫生计生委副主任） - 黄淑和（国资委副主任） - 刘玉亭（工商总局副局长） - 陈钢（质检总局党组成员、国家标准委主任） - 聂辰席（新闻出版广电总局副局长） - 杨树安（体育总局副局长） - 张建龙（林业局副局长） - 祝善忠（旅游局副局长） - 胡可明（法制办党组成员） - 王国庆（新闻办副主任） - 许小峰（气象局副局长） - 史玉波（能源局副局长） - 黄强（国防科工局副局长） - 王宏（海洋局副局长） - 陆东福（铁路局局长） - 李家祥（民航局局长） - 孙志军（中央宣传部副部长） - 王峰（中央编办副主任） - 张鸣起（全国总工会副主席） - 贺军科（共青团中央书记处书记） - 范继英（全国妇联书记处书记） - 孙原生（总参谋部应急办主任） - 薛国强（武警部队副司令员） | 2015年4月23日《国务院安委会关于调整国务院安全生产委员会组成人员的通知》（安委〔2015〕2号）调整后的组成人员是： 主任 - 马凯（国务院副总理） 副主任 - 郭声琨（国务委员、公安部部长） - 王勇（国务委员） - 杨栋梁（安全监管总局局长） - 肖亚庆（国务院副秘书长） 成员 - 连维良（发展改革委副主任） - 鲁昕（教育部副部长） - 张来武（科技部副部长） - 怀进鹏（工业和信息化部副部长） - 黄明（公安部副部长） - 郝明金（监察部副部长） - 张苏军（司法部副部长） - 刘昆（财政部副部长） - 胡晓义（人力资源社会保障部副部长） - 汪民（国土资源部副部长） - 翟青（环境保护部副部长） - 王宁（住房城乡建设部副部长） - 杨传堂（交通运输部部长） - 矫勇（水利部副部长） - 余欣荣（农业部副部长） - 房爱卿（商务部副部长） - 杨志今（文化部副部长） - 崔丽（卫生计生委副主任） - 张喜武（国资委副主任） - 刘玉亭（工商总局副局长） - 陈钢（质检总局副局长） - 聂辰席（新闻出版广电总局副局长） - 杨树安（体育总局副局长） - 张建龙（林业局副局长） - 吴文学（旅游局副局长） - 胡可明（法制办副主任） - 许小峰（气象局副局长） - 史玉波（能源局副局长） - 王承文（国防科工局党组成员） - 张宏声（海洋局副局长） - 陆东福（铁路局局长） - 李家祥（民航局局长） - 马军胜（邮政局局长） - 王世明（中宣部副部长） - 王峰（中央编办副主任） - 李世明（全国总工会副主席） - 汪鸿雁（共青团中央书记处书记） - 焦扬（全国妇联书记处书记） - 郑威波（总参应急办主任） - 戴肃军（武警总部副司令员） - 杨宇栋（中国铁路总公司副总经理） |

| 2017年4月18日《国务院办公厅关于调整国务院安全生产委员会组成人员的通知》（国办发〔2017〕31号）调整后的组成人员是： 主任 - 马凯（国务院副总理） 副主任 - 郭声琨（国务委员、公安部部长） - 王勇（国务委员） - 杨焕宁（安全监管总局局长） - 孟扬（国务院副秘书长） 成员 - 连维良（发展改革委副主任） - 李晓红（教育部副部长） - 徐南平（科技部副部长） - 刘利华（工业和信息化部副部长） - 李伟（公安部副部长） - 王令浚（监察部副部长） - 高晓兵（民政部副部长） - 刘志强（司法部副部长） - 刘伟（财政部副部长） - 游钧（人力资源社会保障部副部长） - 凌月明（国土资源部副部长） - 翟青（环境保护部副部长） - 易军（住房城乡建设部副部长） - 何建中（交通运输部副部长） - 刘宁（水利部副部长） - 余欣荣（农业部副部长） - 房爱卿（商务部副部长） - 杨志今（文化部副部长） - 崔丽（卫生计生委副主任） - 徐福顺（国资委副主任） - 马正其（工商总局副局长） - 陈钢（质检总局副局长） - 田进（新闻出版广电总局副局长） - 杨树安（体育总局副局长） - 李树铭（林业局副局长） - 李世宏（旅游局副局长） - 胡可明（法制办副主任） - 许小峰（气象局副局长） - 王晓林（能源局副局长） - 王承文（国防科工局党组成员） - 石青峰（海洋局副局长） - 杨宇栋（铁路局局长） - 冯正霖（民航局局长） - 马军胜（邮政局局长） - 鲁炜（中央宣传部副部长） - 魏小东（中央编办副主任） - 阎京华（全国总工会副主席） - 汪鸿雁（共青团中央书记处书记） - 邓丽（全国妇联副主席） - 蔡军（中央军委联合参谋部作战局副局长） - 魏佑江（武警部队副参谋长） - 刘振芳（中国铁路总公司副总经理） - 王德学（国务院安全生产委员会专家咨询委员会主任） | 2018年7月17日《国务院办公厅关于调整国务院安全生产委员会组成人员的通知》（国办发〔2018〕62号）调整后的组成人员是： 主任 - 刘鹤（国务院副总理） 副主任 - 王勇（国务委员） - 赵克志（国务委员、公安部部长） - 黄明（应急部党组书记） - 王玉普（应急部部长） - 孟扬（国务院副秘书长） 成员 - 郭卫民（中央宣传部部务会议成员、新闻办副主任） - 连维良（发展改革委副主任） - 孙尧（教育部副部长） - 徐南平（科技部副部长） - 罗文（工业和信息化部副部长） - 李伟（公安部副部长） - 高晓兵（民政部副部长） - 刘志强（司法部副部长） - 刘伟（财政部副部长） - 游钧（人力资源社会保障部副部长） - 凌月明（自然资源部副部长） - 翟青（生态环境部副部长） - 易军（住房城乡建设部副部长） - 何建中（交通运输部副部长） - 叶建春（水利部副部长兼应急部副部长） - 余欣荣（农业农村部副部长） - 王炳南（商务部副部长） - 李金早（文化和旅游部副部长） - 崔丽（卫生健康委副主任） - 徐福顺（国资委副主任） - 李国（海关总署副署长） - 陈钢（市场监管总局党组成员） - 范卫平（广电总局副局长） - 高志丹（体育总局副局长） - 矫梅燕（气象局副局长） - 陈文辉（银保监会副主席） - 刘宝华（能源局副局长） - 吴艳华（国防科工局副局长） - 刘东生（林草局副局长） - 杨宇栋（铁路局局长） - 冯正霖（民航局局长） - 马军胜（邮政局局长） - 蔡军（中央军委联合参谋部作战局副局长） - 阎京华（全国总工会副主席） - 汪鸿雁（共青团中央书记处书记） - 邓丽（全国妇联副主席） - 刘振芳（中国铁路总公司副总经理） |

| 2021年7月7日《国务院安全生产委员会关于调整国务院安全生产委员会组成人员的通知》（安委〔2021〕6号）调整后的组成人员是： 主任 - 刘鹤（国务院副总理） 副主任 - 王勇（国务委员） - 赵克志（国务委员、公安部部长） - 黄明（应急部党委书记、部长） - 孟扬（国务院副秘书长） 成员 - 徐麟（中央宣传部副部长、国务院新闻办主任） - 连维良（发展改革委副主任） - 孙尧（教育部副部长） - 徐南平（科技部副部长） - 王志军（工业和信息化部副部长） - 刘钊（公安部副部长） - 詹成付（民政部副部长） - 刘志强（司法部副部长） - 余蔚平（财政部副部长） - 游钧（人力资源社会保障部副部长） - 凌月明（自然资源部副部长） - 翟青（生态环境部副部长） - 张小宏（住房城乡建设部副部长） - 赵冲久（交通运输部副部长） - 刘伟平（水利部副部长） - 刘焕鑫（农业农村部副部长） - 王炳南（商务部副部长） - 杜江（文化和旅游部副部长） - 曾益新（卫生健康委副主任） - 任洪斌（国资委副主任） - 孙玉宁（海关总署副署长） - 田世宏（市场监管总局副局长） - 高建民（广电总局副局长） - 王瑞连（体育总局副局长） - 矫梅燕（气象局副局长） - 梁涛（银保监会副主席） - 贾骞（粮食和物资储备局副局长） - 任志武（能源局副局长） - 董保同（国防科工局副局长） - 李树铭（林草局副局长） - 刘振芳（铁路局局长） - 冯正霖（民航局局长） - 马军胜（邮政局局长） - 宋新潮（文物局副局长） - 马欣（中央军委联合参谋部作战局副局长） - 阎京华（全国总工会副主席） - 傅振邦（共青团中央书记处书记） - 蔡淑敏（全国妇联副主席、书记处书记） - 钱铭（中国国家铁路集团有限公司副总经理） |

## 办事机构

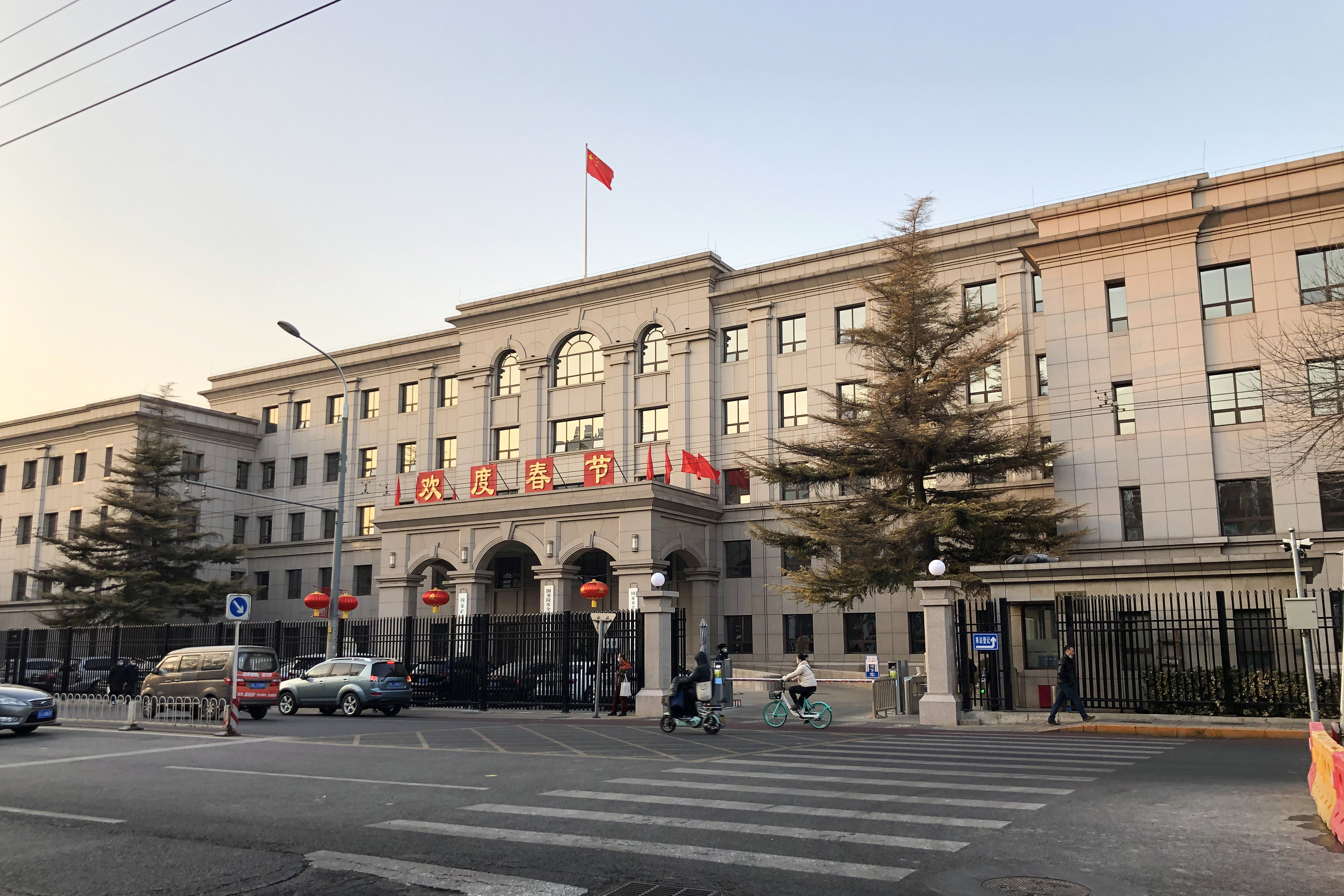
位于和平里北街21号原煤炭工业部大楼的国务院安全生产委员会办公室

1985年1月3日全国安全生产委员会成立时，办事机构全国安全生产委员会办公室设在劳动人事部。1988年《国务院办公厅关于全国安全生产委员会组成人员的通知》规定办公室设在劳动部。全国安全生产委员会办公室历任主任、副主任是：

| 主任 - 何光（1985年1月－1988年，劳动人事部副部长兼） - 李伯勇（1988年－1990年10月，劳动人事部副部长、劳动部副部长兼） | 副主任 - 苏毅勇（？－？，劳动部职业安全卫生监察局局长） - 郑希文（？－？，劳动部职业安全卫生监察局副局长） |

2003年《国务院办公厅关于成立国务院安全生产委员会的通知》设立国务院安全生产委员会办公室（简称安委会办公室），作为安委会的办事机构。安委会办公室设在安全监管局（煤矿安监局）。主要职责是：
1. 研究提出安全生产重大方针政策和重要措施的建议；
2. 监督检查、指导协调国务院有关部门和各省、自治区、直辖市人民政府的安全生产工作；
3. 组织国务院安全生产大检查和专项督查；
4. 参与研究有关部门在产业政策、资金投入、科技发展等工作中涉及安全生产的相关工作；
5. 负责组织国务院特别重大事故调查处理和办理结案工作；
6. 组织协调特别重大事故应急救援工作；
7. 指导协调全国安全生产行政执法工作；
8. 承办安委会召开的会议和重要活动，督促、检查安委会会议决定事项的贯彻落实情况；
9. 承办安委会交办的其他事项[8]。

2008年《国务院办公厅关于调整国务院安全生产委员会组成人员的通知》继续设立安委会办公室，作为安委会的办事机构。安委会办公室设在安全监管总局，主要职责是：
1. 研究提出安全生产重大方针政策和重要措施的建议；
2. 监督检查、指导协调国务院有关部门和各省、自治区、直辖市人民政府的安全生产工作；
3. 组织国务院安全生产大检查和专项督查；
4. 参与研究有关部门在产业政策、资金投入、科技发展等工作中涉及安全生产的相关工作；
5. 研究拟订年度安全生产控制考核指标；
6. 负责组织国务院特别重大事故调查处理和办理结案工作；
7. 组织协调特别重大事故应急救援工作；
8. 指导协调全国安全生产行政执法工作；
9. 承办安委会的会议和重要活动，督促、检查安委会会议决定事项的贯彻落实情况；
10. 承担安委会协调煤炭行业管理涉及安全生产方面的工作，督促检查各项工作和措施的落实情况；
11. 承办安委会交办的其他事项[9]。

2018年《国务院办公厅关于调整国务院安全生产委员会组成人员的通知》规定，国务院安全生产委员会办公室设在应急管理部。
国务院安全生产委员会办公室历任主任、副主任是：

| 主任 - 王显政（2003年10月29日－2008年，安全监管局（煤矿安监局）局长、安全监管总局副局长兼） - 王君（2008年－2008年9月，安全监管总局局长兼） - 骆琳（2008年12月－2012年5月，安全监管总局局长兼） - 杨栋梁（2012年5月－2015年8月，安全监管总局局长兼） - 杨焕宁（2015年10月－2017年，安全监管总局局长兼） - 王玉普（2017年9月－2018年，安全监管总局局长兼；2018年7月－2020年12月，应急部部长兼） - 黄明（2021年7月－2022年8月，应急部部长兼） - 王祥喜（2022年8月－，应急部部长兼） | 副主任 - 赵铁锤（2003年10月29日－2012年2月，安全监管局（煤矿安监局）副局长、安全监管总局副局长、煤矿安监局局长兼） - 王德学（2003年10月29日－2015年1月，安全监管局（煤矿安监局）副局长、安全监管总局副局长兼） - 孙华山（2003年10月29日－2018年，安全监管局（煤矿安监局）副局长、安全监管总局副局长兼；2018年7月－，应急部副部长兼） - 梁嘉琨（2003年10月29日－2011年5月，安全监管局（煤矿安监局）副局长、安全监管总局副局长兼） - 杨元元（2008年－2015年12月，安全监管总局副局长兼） - 付建华（2012年2月－2014年9月，安全监管总局副局长、煤矿安监局局长兼；2016年－2018年，安全监管总局副局长兼；2018年7月－，应急部副部长兼） - 徐绍川（2013年5月－2018年，安全监管总局副局长兼） - 李兆前（2014年9月－2018年，安全监管总局副局长兼） - 黄玉治（2014年11月－2018年，安全监管总局副局长、煤矿安监局局长兼；2018年7月－，应急部副部长、煤矿安监局局长兼） - 王浩水（2018年7月－2021年7月，应急部党组成员、总工程师兼） - 刘伟（2021年7月－，应急部副部长兼） - 宋元明（2021年7月－，应急部副部长兼） - 欧广（2021年7月－，应急部总工程师兼） |